# Martine Le Bras
Martine Le Bras (* 28. Februar 1945) ist eine ehemalige französische Tischtennisnationalspielerin. In den 1960er Jahren gehörte sie zu den besten Spielerinnen Frankreichs. Sie gewann 18 Mal die französische Meisterschaft.

## Nationale Erfolge
Le Bras wurde fünfmal französische Meisterin im Einzel, nämlich 1964, 1966, 1967, 1968 und 1971. Im Doppel errang sie acht Titel, 1962 bis 1967 mit Alima Mokhtari sowie 1968 und 1969 mit Lambert. Dazu kommen fünf Titel im Mixed, 1965 mit Paul Evrard und 1968 bis 1971 jeweils mit Jacques Secrétin.

## Internationale Erfolge
1968 siegte Le Bras bei den Mittelmeer-Spielen (Mediterranean Games) im Doppel und Mixed sowie mit der französischen Mannschaft, im Einzel erreichte sie das Endspiel. 1962 nahm sie an der Europameisterschaft teil. Von 1963 bis 1972 wurde sie viermal für Weltmeisterschaften nominiert.

## Privat
Nach ihrer Eheschließung um 1970 trat sie unter dem Namen Rioual-Le Bras auf.

## Turnierergebnisse
| Verband | Veranstaltung            | Jahr | Ort        | Land | Einzel     | Doppel     | Mixed      | Team |
| ------- | ------------------------ | ---- | ---------- | ---- | ---------- | ---------- | ---------- | ---- |
| FRA     | Mittelmeer Meisterschaft | 1968 | Alexandria | EGY  | Silber     | Gold       | Gold       | 1    |
| FRA     | Weltmeisterschaft        | 1971 | Nagoya     | JPN  | letzte 128 | letzte 32  | letzte 128 | 11   |
| FRA     | Weltmeisterschaft        | 1967 | Stockholm  | SWE  | letzte 32  | letzte 32  | letzte 128 | 15   |
| FRA     | Weltmeisterschaft        | 1965 | Ljubljana  | YUG  | Qual       | Qual       | Qual       | 15   |
| FRA     | Weltmeisterschaft        | 1963 | Prag       | TCH  | letzte 32  | letzte 128 | letzte 128 | 17   |